# Helcostizus microdon
Helcostizus microdon là một loài tò vò trong họ Ichneumonidae.